# Chiesa di San Martino Vescovo (Campolongo Tapogliano)
La chiesa di San Martino Vescovo è la parrocchiale di Tapogliano, in provincia di Udine ed arcidiocesi di Gorizia; fa parte del decanato di Visco.

## Storia
La prima chiesa di Tapogliano di cui si ha notizia fu costruita probabilmente tra il XIII e il XIV secolo. Nel 1588 venne eretto il campanile.

Nel 1682 iniziò l'edificazione dell'attuale chiesa, completata nel 1690. La nuova chiesa fu consacrata il 21 novembre 1695. Nel 1790 il campanile venne restaurato e, nel 1875, venne rifatta la pavimentazione. 
Nel 1937 venne realizzata l'attuale facciata, che venne nuovamente restaurata nel 2024.